# Ann Coulterová
Ann Coulterová (Coulter, * 8. prosince 1961 New York) je americká konzervativní spisovatelka, komentátorka a právnička. Vede kontroverzní polemiky proti levici a Demokratické straně.
Známou se stala v 90. letech, kdy kritizovala vládu Billa Clintona. Svou první knihu High Crimes and Misdemeanors: The Case Against Bill Clinton napsala o procesu proti němu. Celkem vydala jedenáct knih, kterých se k roku 2009 prodalo dohromady tři milióny výtisků.
Za vlády George W. Bushe ho naopak podporovala. Při volbách v letech 2008 a 2012 podporovala prezidentskou kandidaturu Mitta Romneyho. V roce 2016 podpořila kandidaturu Donalda Trumpa.
Nesouhlasí s výsledkem procesu Roe vs. Wade, který omezil možnost jednotlivých států omezovat interrupce. Je proti nelegálnímu přistěhovalectví. Původně podporovala invazi do Afghánistánu v roce 2001, ale v roce 2009 se vyjádřila proti vysílání dalších jednotek. Zastává definici manželství jako svazek jednoho muže a jedné ženy.

## Knihy
- High Crimes and Misdemeanors. The Case Against Bill Clinton, 1998.
- Slander. Liberal Lies About the American Right, 2002.
- Treason. Liberal Treachery from the Cold War to the War on Terrorism, 2003.
- How to Talk to a Liberal (If You Must), 2004.
- Godless. The Church of Liberalism, 2006.
- If Democrats Had Any Brains, They’d Be Republicans, 2007.
- Guilty. Liberal "Victims" and Their Assault on America, 2009.
- Demonic. How the Liberal Mob is endangering America, 2011.
- Mugged: Racial Demagoguery from the Seventies to Obama, 2012.
- Never Trust a Liberal Over Three - Especially a Republican, 2013.
- Adios, America. The Left's Plan to Turn Our Country into a Third World Hellhole, 2015.